# Lorenzo Ignacchiti
Lorenzo Ignacchiti, né le 25 avril 2004 à Pise en Italie, est un footballeur italien qui évolue au poste de milieu central à l'AC Reggiana, en prêt de l'Empoli FC.

## Biographie

### En club
Né à Pise en Italie, Lorenzo Ignacchiti est formé par l'Empoli FC, qu'il rejoint en 2017 et où il poursuit sa formation. Il commence toutefois sa carrière à l'US Città di Pontedera, où il est prêté pour une saison le 2 septembre 2023.
Il joue donc son premier match en professionnel avec ce club, le 15 septembre 2023, à l'occasion d'une rencontre de championnat contre le Cesena FC. Il entre en jeu et son équipe s'incline par trois buts à un ce jour-là.
Le 4 août 2024, Lorenzo Ignacchiti est prêté pour une saison à l'AC Reggiana, en deuxième division italienne.
Il joue son premier match pour Reggiana le 9 août 2024, à l'occasion d'une rencontre de coupe d'Italie face au Genoa CFC. Il est titularisé lors de cette rencontre perdue par son équipe (1-0 score final).

### En sélection
Lorenzo Ignacchiti représente l'équipe d'Italie des moins de 18 ans, jouant au total sept matchs entre 2021 et 2022.